# Cerro Gardener
El cerro Gardener es una montaña en el límite entre Argentina y Chile en el campo de hielo patagónico sur. Forma parte del parque nacional Bernardo O'Higgins en su lado chileno y del parque nacional Los Glaciares en su lado argentino, administrativamente se encuentra en la región de Magallanes y de la Antártica Chilena en su lado chileno y en la provincia de Santa Cruz en el argentino. Tiene altitud de 2448 metros sobre el nivel del mar. Es un cerro limítrofe desde la firma del acuerdo de 1998 entre ambos países.
Fue escalado por primera vez usando su filo Sur el 18 de septiembre de 1993 por Alberto Del Castillo, Paula Marechal y José Luis Fonrouge. El segundo ascenso fue realizado por Fernando Armani y Luli Gaviña, 20 años después, en 2013 por la cara Noroeste, y hasta la fecha no ha sido escalado nuevamente.
Se encuentra al noroeste del cerro Cacique Casimiro.